# Josephine của Leuchtenberg
Joséphine của Leuchtenberg hoặc Joséphine de Beauharnais (Joséphine Maximilienne Eugénie Napoleone) (ngày 14 tháng 3 năm 1807 - 07 tháng 6 năm 1876) là Vương hậu của Thụy Điển và Na Uy, vợ của vua Oscar I. Bà cũng được biết đến như Hoàng hậu Josefina, và hoạt động chính trị trong thời cai trị của chồng bà. Bà đã hành động như cố vấn chính trị và tích cực tham gia vào công việc nhà nước. Bà đặc biệt tích cực trong pháp luật về tôn giáo ở Thụy Điển và Na Uy, và đã giới thiệu các luật tự do hơn về tôn giáo.